# Sofia Ionescu
Sofia Ionescu-Ogrezeanu (Fălticeni, 25 de abril de 1920 – Bucareste, 21 de março de 2008) foi uma médica neurocirurgiã romena, primeira mulher neurocirurgiã do mundo, certificado em 17 de setembro de 2005, no Congresso Mundial de Neurocirurgia no Marrocos.

## Biografia
Sofia nasceu na cidade de Fălticeni, no distrito de Suceava, em 1920. Era filha de Constantin Ogrezeanu, caixa de banco e de Maria Ogrezeanu, dona de casa. Seu interesse pela medicina começou depois de fazer amizade com Aurelia Dumitru, filha de um médico da cidade. A morte de um de seus colegas de escola, depois de pegar uma infecção em uma cirurgia cerebral em Paris, a motivou a fazer o vestibular para a faculdade de medicina quando tinha 16 anos.

## Carreira
Com o apoio da mãe, Sofia prestou prova para a faculdade de medicina na capital, Bucareste, em 1939. Em seu primeiro ano de residência, ela estudou oftalmologia. No ano seguinte, ela estagiou na cidade de Suceava, em uma clínica muito mal equipada em meio à uma epidemia de tifo. Em um período de férias da faculdade, ela se voluntariou para cuidar de prisioneiros soviéticos no Hospital Stamate, em Fălticeni. Foi neste hospital que ela começou a realizar cirurgias, em geral amputações.
Em outubro de 1943, ela entrou no Hospital Nr. 9, em Bucareste, para estagiar. Em 1944, durante o bombardeio da cidade, ela foi obrigada a realizar uma cirurgia cerebral de emergência em um garoto ferido devido à falta de cirurgiões. No ano seguinte, tornou-se cirurgiã. Por 47 anos, Sofia foi neurocirurgiã no Hospital Nr. 9. Junto dos outros cirurgiões dr. Ionel Ionescu (que se tornará seu marido no final da guerra e com quem teve dois filhos), dra. Constantin Arseni e dr. Dumitru Bagdasar, eles formaram a primeira equipe de neurocirurgiões da Romênia, depois apelidado de "equipe de ouro", por ter ajudado a desenvolver e a modernizar a neurocirurgia na Romênia.
Em 1970, a primeira esposa do xeque de Abu Dhabi ficou doente e como um homem não podia entrar no harém, eles precisaram encontrar uma médica. Eles convidaram Sofia para tratá-la e ela ficou uma semana dentro do harém cuidando da esposa doente. Como pagamento, o xeque lhe deu dois mil dólares americanos e jóias. Sofia enfrentou preconceito até mesmo entre os colegas de profissão. Uma equipe de médicos neurocirurgiões, em Paris, duvidando que a médica romena era de fato neurocirurgiã, exigiu ver suas mãos e os calos nos dedos causados por determinados instrumentos típicos de neurocirurgias.
Sofia salvou centenas de vidas até sua aposentadoria forçada em 1990, devido à uma catarata que a incapacitou para o trabalho cirúrgico. Ela continuou entretanto o trabalho científico, escrevendo artigos e dando contribuições para a neurociência, especialmente para a cirurgia medular e cerebral, escrevendo artigos científicos em várias revistas especializadas.

## Morte
Sofia morreu em 21 de março de 2008, em Bucareste, aos 87 anos.

## Prêmios
Sofia recebeu a insígnia da Cruz Vermelha em 1957, que destaca os esforços dos profissionais de saúde, a Medalha do 20º XX Aniversário da Libertação da Pátria ", em 1964, e a medalha do 25º aniversário da Proclamação da República", em 1972. 1996, tornou-se membro da Sociedade Romena de História da Medicina e, em 29 de março de 1997, membro emérito da Academia de Ciências Médicas, além de Cidadã Honorário de Fălticeni. A maior distinção na Romênia, a Estrela da República, no posto de cavaleiro, é conferida a ela em 2008.